# مقاطعة بليموث (ماساتشوستس)
مقاطعة بليموث هي مقاطعة في ماساتشوستس، بلغ عدد سكانها 494٬919  نسمة، في 2010، عاصمتها بليموث، تبلغ مساحتها 2٬832 كيلومتر مربع.

## الموقع
تشترك في الحدود مع:
- مقاطعة نورفولك، ماساتشوستس
- مقاطعة بارنستابل (ماساتشوستس)
- مقاطعة بريستول.

## التقسيمات الإدارية
- بروكتون.